# H.C. Andersen Mindemedaillen
H.C. Andersen Mindemedaillen var en pris, der fra 1931 til 1955 blev uddelt til forfattere under 35 år. Mindesmedaillen blev formelt indstiftet den 2. april 1930 i anledning af 125-årsdagen for H.C. Andersens fødsel. Bag prisen stod blandt andet Nyt Nordisk Forlag, hvortil manuskripter skulle sendes. Den tildelte medalje til vinderen var udformet af Arno Malinowski med støtte fra Ny Carlsbergfondet
Modtageren af H.C. Andersens Mindesmedalje fik udgivet sit manuskript på Nyt Nordisk Forlag og modtog tillige en pengepræmie på 500 kr.

## Vindere
- 1931: Johannes Wulff: O, ungdom (roman)

- 1932: Leck Fischer: En dreng fra gaden (roman)

- 1933: Kelvin Lindemann: Vi skal nok blive berømte (roman)

- 1934: Andrea Andreasen: Døden har Nøglen (roman)

- 1935: Ikke uddelt

- 1936: Aage Rasmussen: Paa Havsens Bund (roman)

- 1937-38: Ikke uddelt

- 1939: Jens Gielstrup: Kys til højre og venstre (roman)

- 1940-41: Ikke uddelt

- 1942: Thorsteinn Stefánsson: Dalen (roman)

- 1943-1946: Ikke uddelt

- 1947: Gustav Bengtsson: Nye bastioner (roman)

- 1948: Ikke uddelt

- 1949: Inge Haagensen: Vi ser aldrig det hele (roman)

- 1955: Franz Berliner: Tingelingelater (roman)